# Salacia (mythologie)
Salacia is een figuur uit de Romeinse mythologie. Zij was godin van de zee en getrouwd met de god Neptunus, alhoewel ze ook wel als zijn zuster staat beschreven. Als godin werd ze gelijkgesteld met de Griekse godin Amphritrite. Salacia zou verantwoordelijk zijn over het terugtrekken van de golven, terwijl Venilia de binnenrollende golven verzorgde.
De herkomst van haar naam zou het woord salum (zout) zijn. Ook salax (wellustig, geil) is geopperd, verwijzend naar vruchtbaarheid.